# Laguna di Patok
La Laguna di Patok (in albanese Laguna e Patokut) è una laguna del Mar Adriatico sul Mar Mediterraneo situata lungo la costa centrale dell'Albania. 

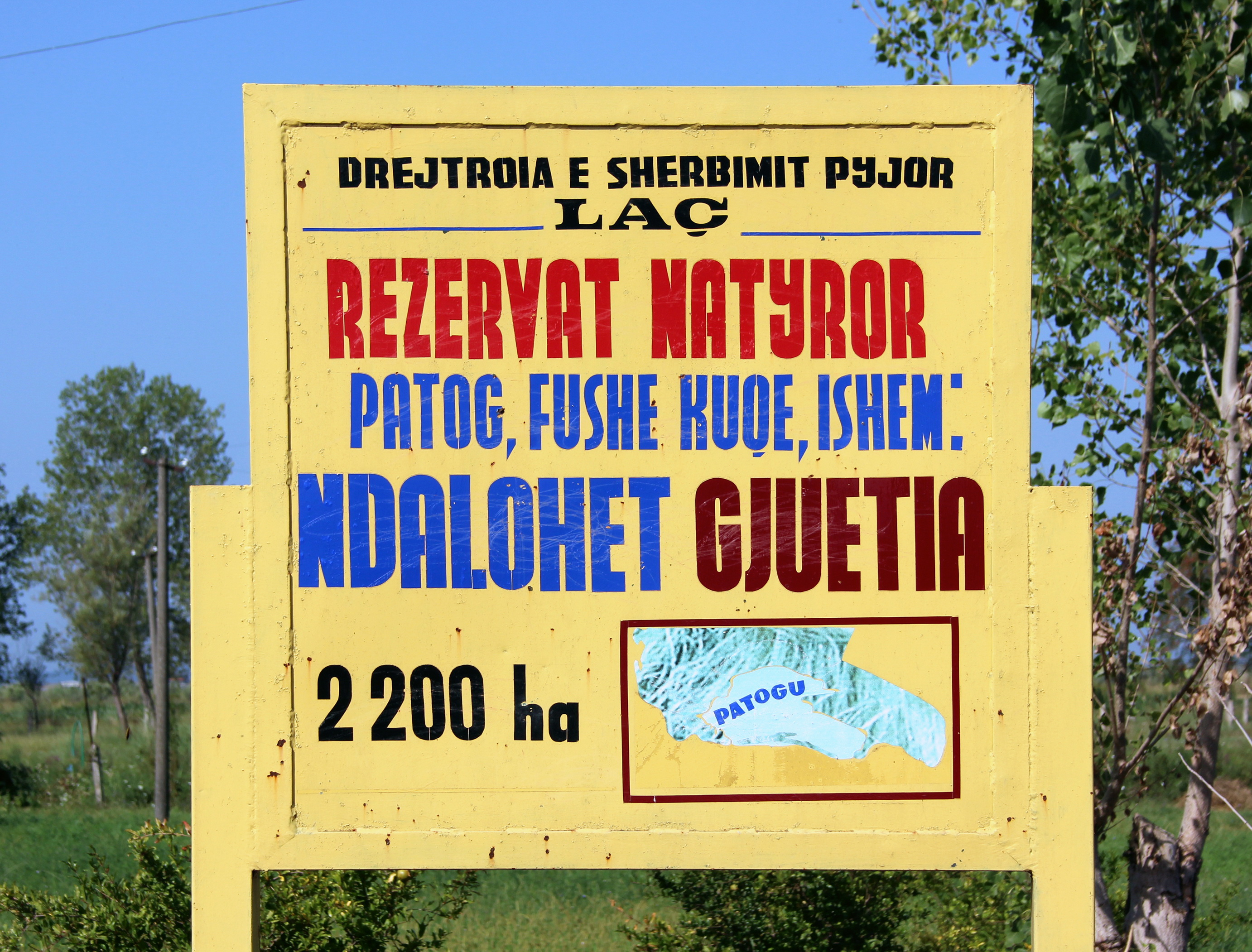
Riserva naturale Patok-Fushe Kuqe-Ishem

Formatasi durante il periodo dell'Olocene, questa regione era soggetta a un dinamismo geomorfologico. Il suo sviluppo si è articolato in quattro fasi, che hanno visto la formazione di altrettante lagune separate da cordoni litorali. La quarta laguna costituisce l'attuale configurazione. Una quinta laguna (l'attuale laguna esterna) è in fase di formazione attiva, influenzata anche dal rapido sviluppo del cordone litorale nella parte occidentale. L'intera area è pianeggiante e caratterizzata da un intenso processo tettonico, oltre che dalla presenza di numerosi corpi idrici sotterranei.
Nella seconda metà del XX secolo, le attività umane hanno svolto un ruolo significativo nelle trasformazioni di questo ecosistema tramite pratiche quali il drenaggio, la costruzione di dighe e la deforestazione. Le caratteristiche fisiche e geografiche della zona costituiscono la principale base del suo potenziale di sviluppo. Presenta un inverno relativamente mite e un'estate fresca, con una media di 2.479 ore di sole all'anno. La temperatura media annuale è di 15,5 °C, mentre la piovosità media annua ammonta a 1.463 centimetri (576 in).

## Biodiversità

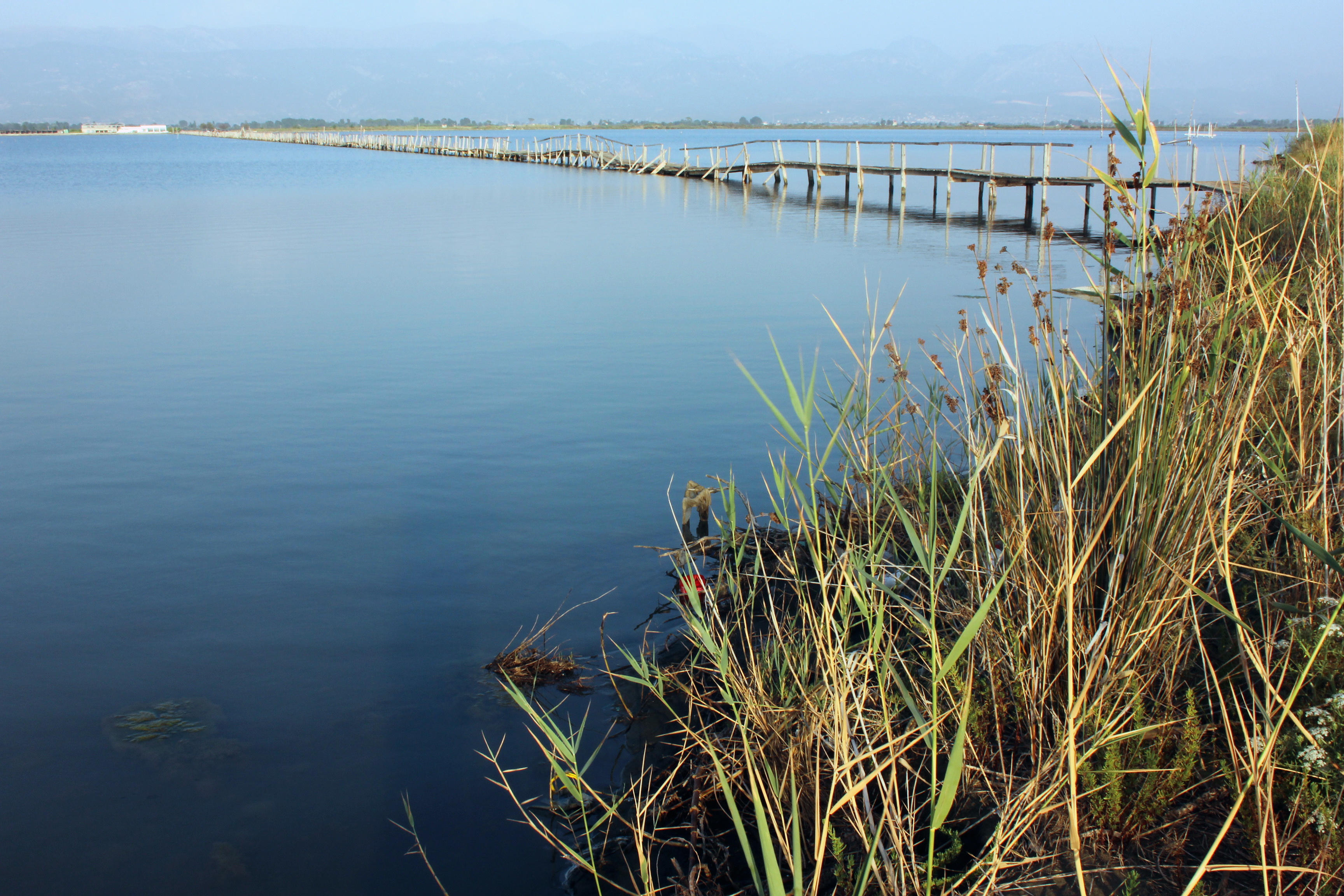
Flora nella laguna di Patoku

Le caratteristiche fisiche e la diversità degli habitat della laguna sono intimamente legate alla biodiversità del complesso delle zone umide. Tra le piante marine più diffuse si trovano le praterie sottomarine di Fucus virsoides e posidonia oceanica.La vegetazione è principalmente costituita da microalghe, favorita dalla presenza di azoto e fosforo. Un indicatore significativo di questa condizione è la presenza abbondante di diatomee.
I macrofagi della laguna appartengono alle clorofite e alle feofite. Le praterie di fanerogame ricoprono circa il 40% della laguna. Si tratta principalmente di zostera noltei, ma nelle acque poco profonde si trova la ruppia spiralis. Questa fitocenosi ha un ruolo importante nella laguna.

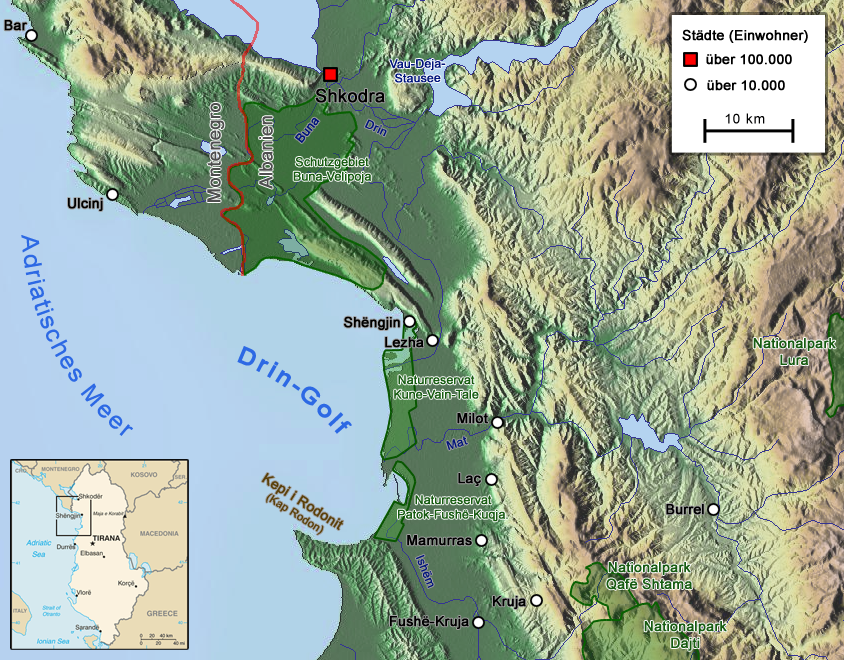
Laguna Patoku parte delle aree protette vicino a Shengjin e Lezhe

La vegetazione igroscopica e idrofila occupa una vasta area delle parti periferiche della laguna, prevalentemente dominata dalle tre principali associazioni di Phragmites, Typha e Scirpus. 
La vegetazione alofila è più diffusa nelle zone settentrionali e meridionali della laguna. Questa vegetazione comprende numerose associazioni, tra cui le più rilevanti sono quelle con Arthrocaulon e Juncus. 
La vegetazione delle dune si predomina principalmente nella parte occidentale, caratterizzata da una varietà di specie. Le rive della laguna sono dominate dalle bacche di Tamarix, Konopica Vitex e Rubus.

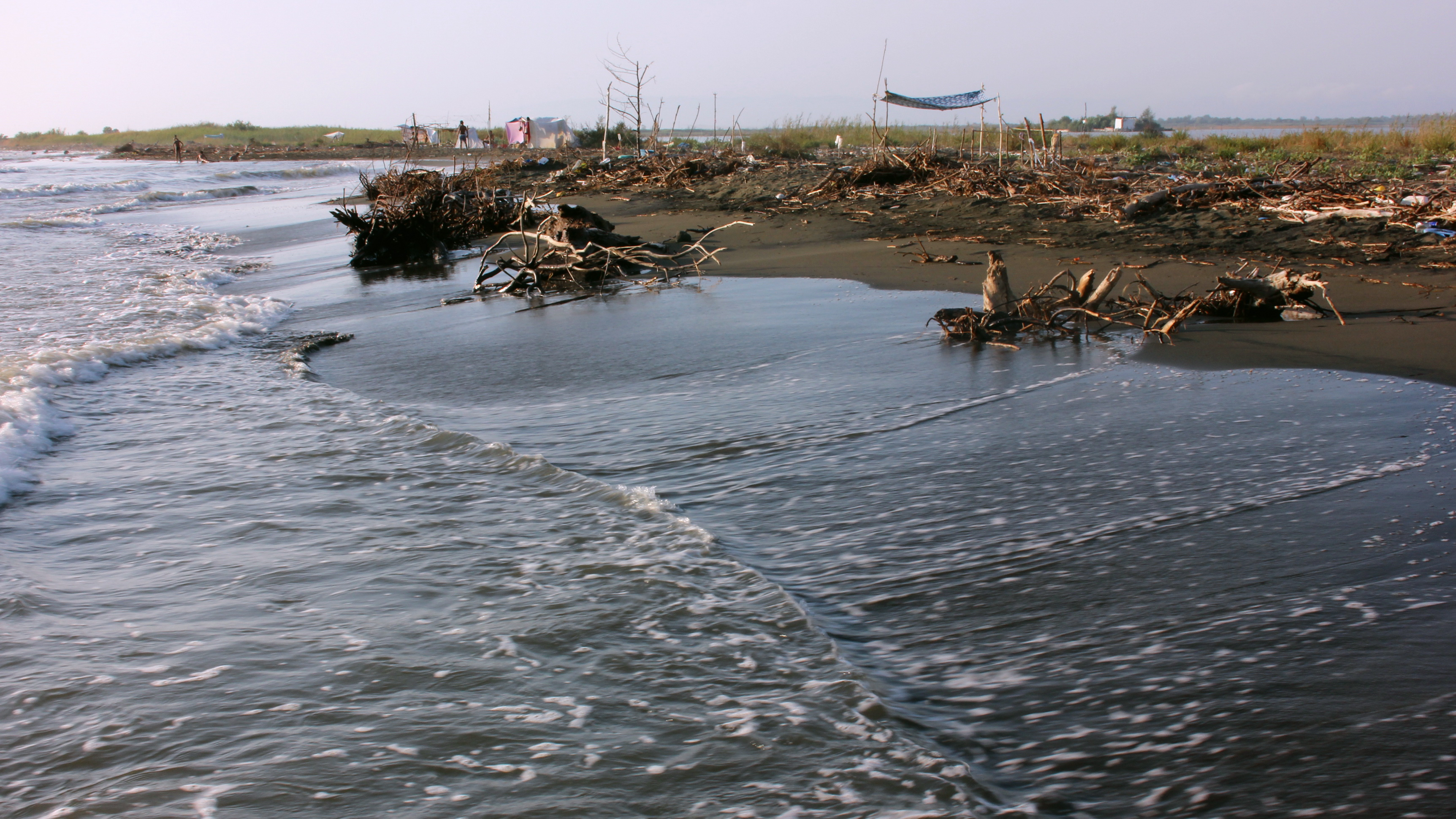
Lungo la costa della laguna

La fauna invertebrata della laguna e del suo bacino idrografico, inclusi i corpi d'acqua dolce circostanti, i canali, le paludi, gli estuari e le coste, presenta una vasta gamma di gruppi e specie, dai molluschi ai mammiferi, ai granchi e agli insetti. Numerose specie ittiche rivestono interesse economico.
Gli anfibi e rettili  sono prevalentemente presenti nelle foreste, nelle paludi e nei canyon circostanti la laguna. Lungo le sponde della laguna si possono trovare numerose tartarughe acquatiche della specie  Caretta mentre è possibile avvistare anche la tartaruga verde Chelonia mydas.
La zona è stata designata Important Bird and Biodiversity Area da BirdLife International, per la presenza di varie specie di trampolieri.